# Locquirec
Locquirec (bret. Lokireg) – miejscowość i gmina we Francji, w regionie Bretania, w departamencie Finistère.
Według danych na rok 1990 gminę zamieszkiwało 1226 osób, a gęstość zaludnienia wynosiła 206 osób/km² (wśród 1269 gmin Bretanii Locquirec plasuje się na 497. miejscu pod względem liczby ludności, natomiast pod względem powierzchni na miejscu 992.).